# Piłka nożna na Letniej Uniwersjadzie 2017
Piłka nożna na Letniej Uniwersjadzie 2017 – zawody piłkarskie rozegrane w dniach 18–29 sierpnia w ramach letniej uniwersjady. Rozegrano dwie konkurencje. W rywalizacji wzięło udział 565 zawodników.

## Medaliści
| Konkurencja      | Złoto    | Srebro  | Brąz   |
| Turniej mężczyzn | Japonia  | Francja | Meksyk |
| Turniej kobiet   | Brazylia | Japonia | Rosja  |

## Klasyfikacja medalowa
| Miejsce | Reprezentacja | Złoto | Srebro | Brąz | Razem |
| ------- | ------------- | ----- | ------ | ---- | ----- |
| 1.      | Japonia       | 1     | 1      | 0    | 2     |
| 2.      | Brazylia      | 1     | 0      | 0    | 1     |
| 3.      | Francja       | 0     | 1      | 0    | 1     |
| 4.      | Meksyk        | 0     | 0      | 1    | 1     |
| 4.      | Rosja         | 0     | 0      | 1    | 1     |